# دم‌بادبزنی مأنوس
دم‌بادبزنی مانوس (نام علمی: Rhipidura semirubra) نام یک گونه از سرده دم‌بادبزنی است.